# Comuna Rivne, Novoukraiinka
Rivne (în ucraineană Рівне) este o comună în raionul Novoukraiinka, regiunea Kirovohrad, Ucraina, formată din satele Cervonîi Tașlîk, Ivanivți, Lozuvatka, Radisne, Rivne (reședința) și Vilne.

## Demografie
Componența lingvistică a comunei Rivne
     Ucraineană (97,09%)
     Română (1,3%)
     Rusă (1,24%)
     Alte limbi (0,08%)
Conform recensământului din 2001, majoritatea populației comunei Rivne era vorbitoare de ucraineană (97,09%), existând în minoritate și vorbitori de română (1,3%) și rusă (1,24%).